# Astyochia cincta
Astyochia cincta är en fjärilsart som beskrevs av Paul Dognin 1914. Astyochia cincta ingår i släktet Astyochia och familjen mätare. Inga underarter finns listade i Catalogue of Life.